# Mislechevo
Mislechevo (en macédonien Мислешево) est un village du sud-ouest de la Macédoine du Nord, situé dans la municipalité de Struga. Le village comptait 3 507 habitants en 2002.

## Démographie
Lors du recensement de 2002, le village comptait :
- Macédoniens : 2 791 ;
- Albanais : 527 ;
- Turcs : 28 ;
- Roms : 13 ;
- Valaques : 66 ;
- Serbes : 15 ;
- Autres : 67.